# 999 (telefonnummer)

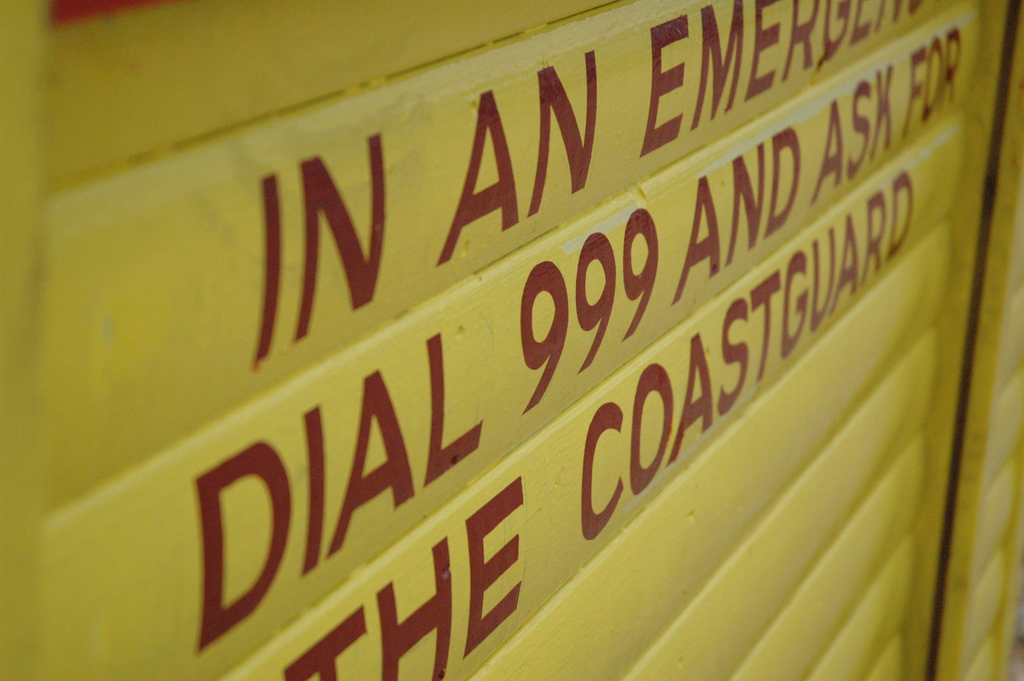
Skylt vid stranden i Whitstable i Storbritannien, där man uppmanas ringa 999 vid nödfall.

999 är ett officiellt nödnummer som används i flera länder.
Numret tillämpas i Storbritannien, Irland, Polen, Saudiarabien, Förenade arabemiraten, Macao, Bahrain, Qatar, Bangladesh, Botswana, Ghana, Kenya, Hongkong, Malaysia, Mauritius, Singapore, Zimbabwe, Swaziland samt Trinidad och Tobago.
I Storbritannien är 999 det historiska nödnumret, introducerat 1937, men numera används även 112 på grund av landets före detta EU medlemskap, från mobiltelefoner även USA:s nödnummer 911. Att ringa är alltid gratis. Även i Irland används 112.